# زمین‌لرزه ۱۹۹۹ آتن
زمین‌لرزه آتن  در تاریخ ۷ سپتامبر ۱۹۹۹ میلادی، برابر با ‎۱۶ شهریور ۱۳۷۸، ساعت ۱۱:۵۶:۴۹ به زمان یوتی‌سی در یونان ، منطقه آتن رخ داد. ژرفای این زلزله ۸٫۹ کیلومتر بود، و بزرگی آن ۶ در مقیاس Mw اعلام شده‌است. زمین‌لرزه به وقت محلی در روز سه‌شنبه، ساعت ۱۳ روی داده و منطقه زمانی آن یوتی‌سی +۲ بوده‌است (با لحاظ تغییر ساعت تابستانی).
سازمان زمین‌شناسی آمریکا نیز رومرکز این زمین‌لرزه را در مختصات ۳۸°۰۷′۰۸″شمالی ۲۳°۳۶′۱۸″شرقی / ۳۸٫۱۱۹°شمالی ۲۳٫۶۰۵°شرقی و ژرفای آنرا در ۱۰ کیلومتر گزارش کرده‌است. بزرگی برگزیدهٔ این سازمان از میان بزرگیهای محاسبه‌شدهٔ مختلف ۶ در مقیاس Mw بوده و از دید اثر، در میان چهار دسته‌بندی «نامحسوس»، «محسوس»، «زیان‌آور» یا «با تلفات»، زلزله را «با تلفات» اعلام کرده‌است.دستکم ۵۳۰۰۰ ساختمان در زمین‌لرزه آسیب دیده یا خراب شده‌است.
پروژهٔ «تنسور گشتاور مرکزوار» زاویه‌های (راستا، شیب، ریک) گسل سازندهٔ زمین‌لرزه و صفحه عمود بر آنرا (°۱۱۶، °۳۹، °۸۱-) یا (°۲۸۴، °۵۲، °۹۸-) و نوع گسل را «عادی» فرارسانده‌است.
شمار کشتگان زلزله حدود ۱۴۳ نفر بوده‌است.تعداد زخمیان ۱۶۰۰ نفر برآورده شده‌است.بی‌خانمان شدگان نیز ۵۰۰۰۰ نفر اعلام شده‌است.